# Amanda Kernell
Amanda Kernell (Umeå, 1986) es una directora y guionista sueca de origen sami del sur.

## Biografía
Amanda Kernell, de madre sueca y padre de origen sami, se interesó por el cine después de conocer a la directora sueca Suzanne Osten a la edad de 15 años. En 2013, se graduó en la Escuela Nacional de Cine de Dinamarca en Copenhague.

## Trayectoria profesional
Después de haber escrito y dirigido numerosos cortometrajes, la cineasta firmó su primer largometraje Sami Blood, que se estrenó en el Festival de Cine de Venecia en 2016; ganó el premio al mejor director por una primera película. Esta coproducción entre Suecia, Dinamarca y Noruega también ganó el Sello Europa Cinemas a la Mejor Película Europea.
Inspirada por la historia de su abuela, Amanda Kernell se centra en la discriminación contra la comunidad sami en la Suecia de los años 30. A los 14 años, Elle Marja, interpretada por Lene Cecilia Sparrok, decide romper los lazos con su herencia lapona para convertirse en sueca por derecho propio. Sami Blood profundiza en los orígenes de este enfado, examinando con agudeza antropológica los diversos abusos de los que los indígenas sami han sido víctimas durante varias décadas.

## Películas
- Våra Discon (2007)
- Spel (2008)
- Sommarsystern (2008)
- Att dela allt (2009)
- Det kommer aldrig att gå över (2011)
- Paradiset (2014)
- Norra Storfjället (2015)[11]
- I Will Always Love You Kingen (2016)
- Sami Blood (2017)[9]
- Charter (2020)[1]

## Premios y distinciones
- 2013: Premio al mejor guion de cortometraje, Festival Internacional de Cortometrajes de Uppsala, Suecia
- 2016: Premio al Mejor Director por una ópera prima, Sami Blood, Festival de Cine de Venecia, Italia
- 2017: Premio Dragon a la mejor película nórdica, Sami Blood, Festival Internacional de Cine de Göteborg, Suecia